# Valambray
Valambray è un comune francese di nuova costituzione in Normandia, dipartimento del Calvados, arrondissement di Caen. Il 1º gennaio 2019 è stato creato accorpando i comuni di Airan, Billy, Conteville, Fierville-Bray e di Poussy-la-Campagne, che ne sono diventati comuni delegati.